# Nortbécourt
Nortbécourt (Nederlands: Noordboekhout) is een dorp in de Franse gemeente Mentque-Nortbécourt in het departement Pas-de-Calais.  Het dorp ligt in het oostelijk deel van de gemeente, zo'n anderhalve kilometer ten zuidoosten van Mentque. Ten oosten van Nortbécourt ligt het gehucht Inglinghem, ten zuiden het gehucht Windal.

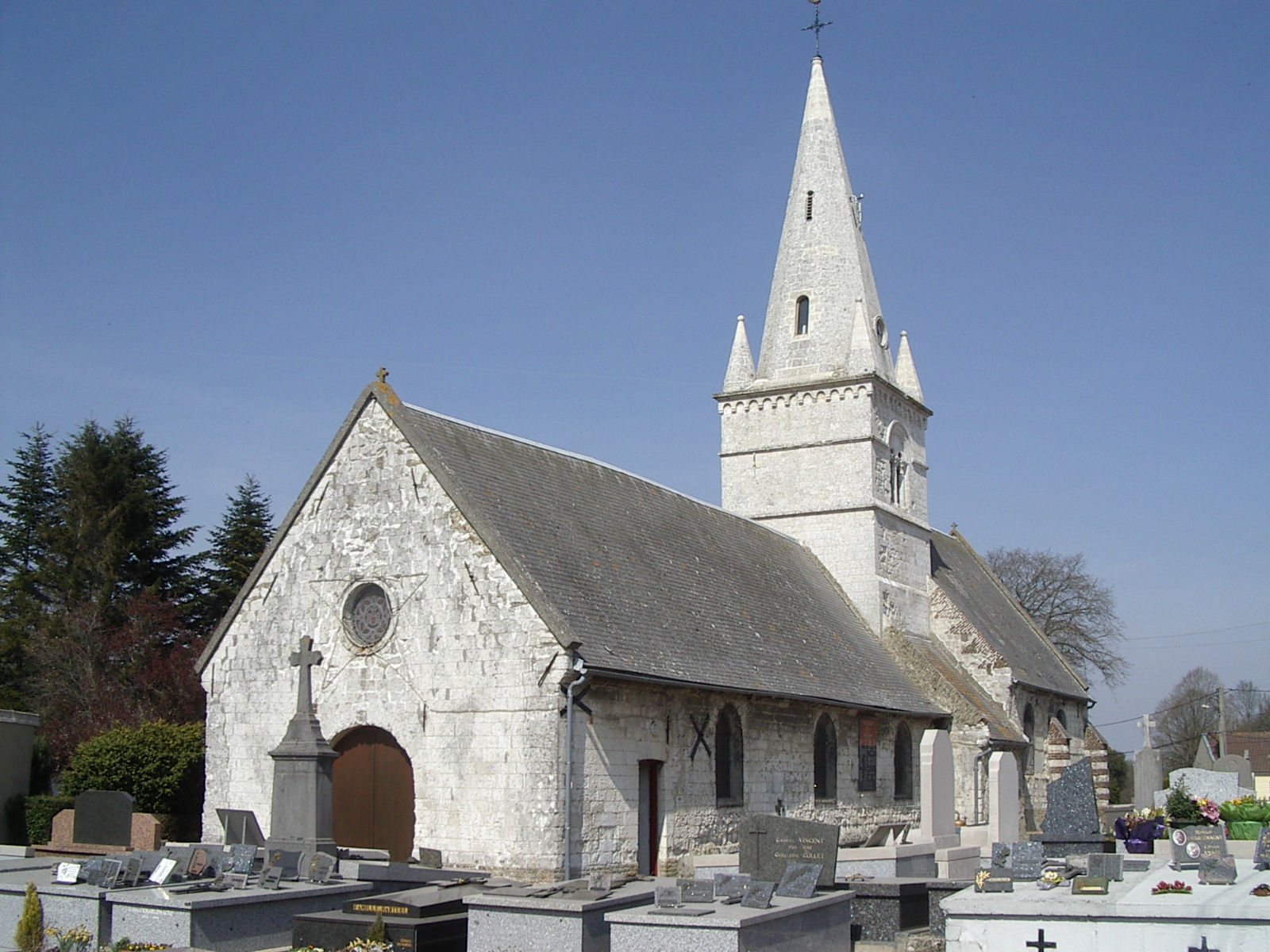
Église Saint-Wandrille

## Naam
De plaatsnaam heeft een Oudnederlandse herkomst. De oudste vermelding is van circa 1200 als Bochout juxta Aquinum. Het betreft een samenstelling van de woorden beuk en hout (bos of woud). De naam Bochout" staat dus voor "beukhout". 
De huidige Franstalige plaatsnaam is hiervan een fonetische nabootsing. Vanaf de 16de eeuw zijn er vermeldingen van de plaats als Nortboucourt. Het toponiem is gelijkaardig aan dat van Westbécourt, dat zo'n vijf kilometer ten zuidwesten ligt. 

## Geschiedenis
De kerk van Nortbécourt was een hulpkerk van die van Mentque.
Op het eind van het ancien régime werd Nortbécourt een gemeente. In 1819 werd de gemeente (306 inwoners in 1806) al opgeheven en samengevoegd met buurgemeente Mentque (280 inwoners in 1806) in de gemeente Mentque-Nortbécourt.

## Bezienswaardigheden

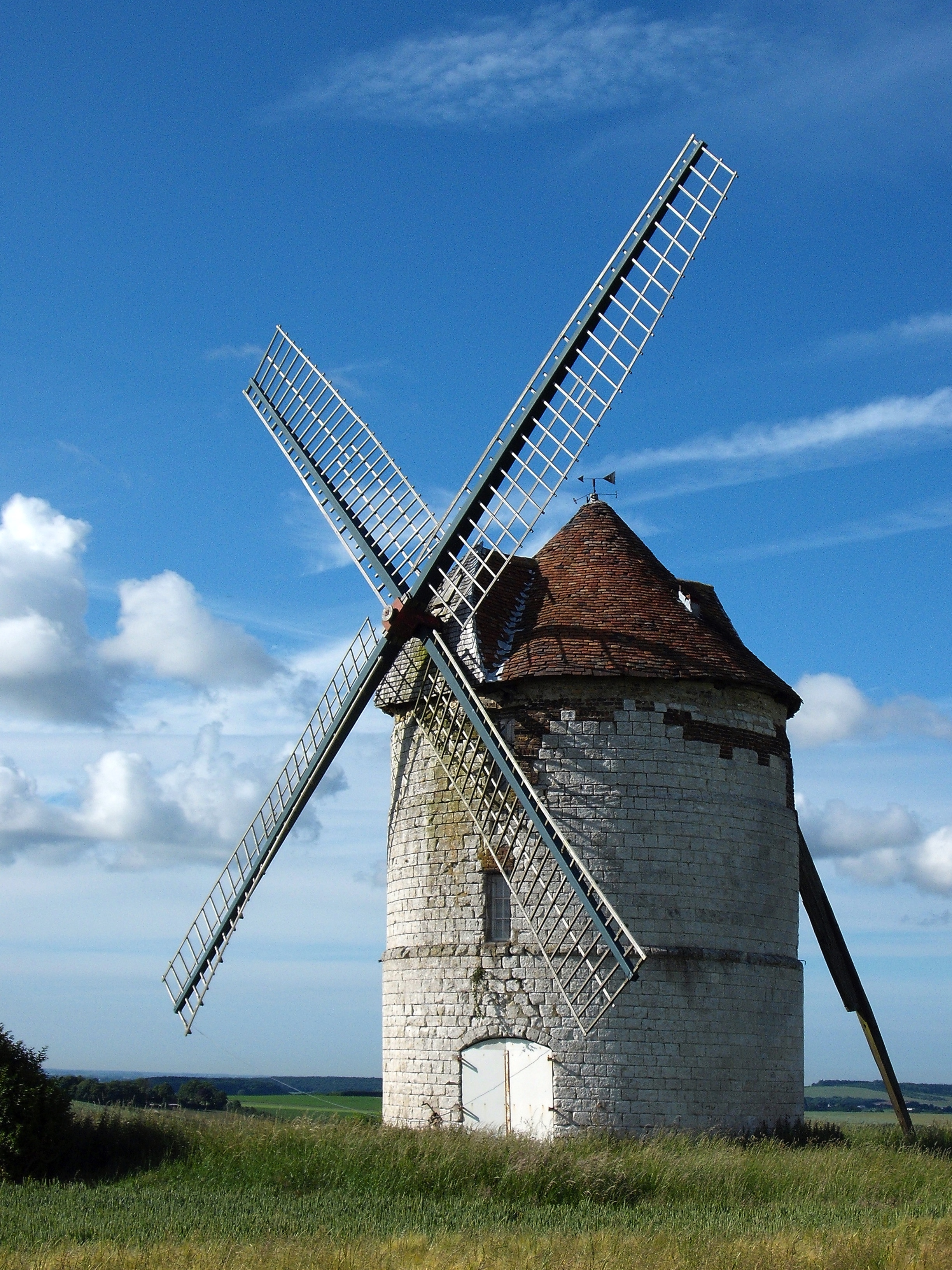
Moulin Lebriez

- De Moulin Lebriez, een stenen torenmolen uit 1714, werd in 1977 ingeschreven als monument historique.
- De Moulin Guilleman in het gehucht Inglinghem, de overblijvende romp van een 18de-eeuwse windmolen, werd in 1977 ingeschreven als monument historique.
- De Église Saint-Wandrille
- Op het kerkhof van Nortbécourt bevindt zich een Brits oorlogsgraf uit de Eerste Wereldoorlog.